# Jason Dickinson
Jason Dickinson, född 4 juli 1995, är en kanadensisk professionell ishockeyforward som spelar för Chicago Blackhawks i National Hockey League (NHL).
Han har tidigare spelat för Dallas Stars och Vancouver Canucks i NHL; Texas Stars i American Hockey League (AHL) samt Guelph Storm i Ontario Hockey League (OHL).
Dickinson draftades av Dallas Stars i första rundan i 2013 års draft som 29:e spelaren totalt.

## Statistik
| 2010–2011  | Halton Hurricanes  | SCTA       | 59  | 45 | 34  | 79  | 22  | —  | —  | —  | —  | —  |
| 2011–2012  | Guelph Storm       | OHL        | 63  | 13 | 22  | 35  | 24  | 6  | 3  | 2  | 5  | 6  |
| 2012–2013  | Guelph Storm       | OHL        | 66  | 18 | 29  | 47  | 31  | 5  | 1  | 1  | 2  | 0  |
| 2013–2014  | Guelph Storm       | OHL        | 68  | 26 | 52  | 78  | 42  | 20 | 8  | 16 | 24 | 6  |
| 2014–2015  | Guelph Storm       | OHL        | 56  | 27 | 44  | 71  | 32  | 9  | 4  | 4  | 8  | 10 |
|            | Texas Stars        | AHL        | 2   | 0  | 3   | 3   | 0   | 3  | 0  | 0  | 0  | 2  |
| 2015–2016  | Dallas Stars       | NHL        | 1   | 1  | 0   | 1   | 0   | —  | —  | —  | —  | —  |
|            | Texas Stars        | AHL        | 73  | 22 | 31  | 53  | 32  | 4  | 0  | 1  | 1  | 2  |
| 2016–2017  | Dallas Stars       | NHL        | 10  | 2  | 0   | 2   | 0   | —  | —  | —  | —  | —  |
|            | Texas Stars        | AHL        | 58  | 9  | 21  | 30  | 41  | —  | —  | —  | —  | —  |
| 2017–2018  | Dallas Stars       | NHL        | 27  | 0  | 2   | 2   | 17  | —  | —  | —  | —  | —  |
|            | Texas Stars        | AHL        | 42  | 18 | 10  | 28  | 32  | 22 | 2  | 8  | 10 | 4  |
| 2018–2019  | Dallas Stars       | NHL        | 67  | 6  | 16  | 22  | 23  | 13 | 3  | 2  | 5  | 4  |
| 2019–2020  | Dallas Stars       | NHL        | 65  | 9  | 12  | 21  | 6   | 27 | 2  | 2  | 4  | 8  |
| 2020–2021  | Dallas Stars       | NHL        | 51  | 7  | 8   | 15  | 18  | —  | —  | —  | —  | —  |
| 2021–2022  | Vancouver Canucks  | NHL        | 62  | 5  | 6   | 11  | 19  | —  | —  | —  | —  | —  |
| 2022–2023  | Chicago Blackhawks | NHL        | 78  | 9  | 21  | 30  | 28  | —  | —  | —  | —  | —  |
| 2023–2024  | Chicago Blackhawks | NHL        | 82  | 22 | 13  | 35  | 43  | —  | —  | —  | —  | —  |
| 2024–2025  | Chicago Blackhawks | NHL        | 47  | 7  | 7   | 14  | 12  | —  | —  | —  | —  | —  |
| NHL totalt | NHL totalt         | NHL totalt | 489 | 68 | 85  | 153 | 166 | 40 | 5  | 4  | 9  | 12 |
| AHL totalt | AHL totalt         | AHL totalt | 175 | 49 | 65  | 114 | 105 | 29 | 2  | 9  | 11 | 8  |
| OHL totalt | OHL totalt         | OHL totalt | 253 | 84 | 147 | 231 | 129 | 40 | 16 | 23 | 39 | 22 |

### Internationellt
| Källa: Uppdaterad: 2023-04-22 | Källa: Uppdaterad: 2023-04-22 | Källa: Uppdaterad: 2023-04-22 |         | Utv = Utvisningsminuter | Utv = Utvisningsminuter | Utv = Utvisningsminuter | Utv = Utvisningsminuter | Utv = Utvisningsminuter |
| År                            | Lag                           | Mästerskap                    | Matcher | Mål                     | Assists                 | Poäng                   | Utv                     |                         |
| ----------------------------- | ----------------------------- | ----------------------------- | ------- | ----------------------- | ----------------------- | ----------------------- | ----------------------- | ----------------------- |
| 2013                          | Kanada                        | U18-VM                        | 3       | 0                       | 1                       | 1                       | 4                       |                         |
| Junior totalt                 | Junior totalt                 | Junior totalt                 | 3       | 0                       | 1                       | 1                       | 4                       |                         |